# CS Camelopardalis
Désignations
CS Camelopardalis (en abrégé CS Cam), également désignée HD 21291, est une étoile binaire de quatrième magnitude de la constellation boréale de la Girafe. Bien qu'étant la deuxième étoile la plus lumineuse de la constellation, derrière β mais devant α Camelopardalis, elle ne porte ni désignation de Bayer, ni désignation de Flamsteed, CS Camelopardalis étant sa désignation d'étoile variable.

## Environnement stellaire
Le système de CS Camelopardalis illumine la nébuleuse par réflexion vdB 14, et il est membre de l'association OB1 de la Girafe (en) (Cam OB1), qui inclut, entre autres, CE Camelopardalis et DL Camelopardalis. On estime que cette association est située à environ 1 000 pc (∼3 260 al) du Soleil, avec des membres se situant entre 500 et 1 500 pc. Individuellement, les deux étoiles du système présentent une parallaxe annuelle de 1,05 mas et de 0,96 mas dans la troisième data release des données du satellite Gaia, ce qui permet d'estimer des distances d'environ 900 pc (∼2 940 al) et d'environ 1 035 pc (∼3 380 al), respectivement.

## Propriétés
Son étoile primaire, désignée CS Camelopardalis A, est une supergéante bleue de type spectral B9Ia et d'une température de surface de 11 420 K. Elle est approximativement douze fois plus massive que le Soleil et son âge est estimé à 16,5 millions d'années. Le rayon de l'étoile est estimé être 80 fois plus grand que le rayon solaire et elle tourne sur elle-même à une vitesse de rotation projetée de 30 km/s. Elle présente un intense champ magnétique, mesuré par ses raies métalliques, avec une valeur de champ magnétique effectif <Be> = 312 G. C'est une étoile variable de type Alpha Cygni, dont la magnitude apparente varie entre 4,21 et 4,27 avec une période de 26,76 jours.
Son compagnon, CS Camelopardalis B, est une étoile géante bleue de type spectral B2III et de magnitude 7,75. En date de 2018, elle était située à une distance angulaire de 2,3 secondes d'arc et à un angle de position de 162° de CS Camelopardalis A. Les deux étoiles apparaissent être liées physiquement.